# Ahitub
Ahitub of Achitub ("Mijn broeder is goedheid") was volgens de traditie in de Hebreeuwse Bijbel een hogepriester van de Israëlieten. Hij was een zoon van Pinechas (niet verwarren met Pinechas, de zoon van hogepriester Eleazar), kleinzoon van hogepriester Eli en nakomeling van Aärons zoon Ithamar (1 Samuel 14:3). Waarschijnlijk volgde Ahitub Eli op, omdat beide zonen van Eli werden gedood bij een slag met de Filistijnen (1 Samuel 4:11). De zoon van Ahitub, de hogepriester Achimelech, werd op koning Sauls bevel door Doëg gedood (1 Samuël 22:12-16).
Hoewel 1 Samuel 14:3 zegt dat Ahitub werd opgevolgd door een zoon die Achia wordt genoemd, wordt over het algemeen aangenomen dat dit Achimelech aanduidt. Sommige commentatoren veronderstellen echter dat Achia en Achimelech broers waren en beiden het ambt van hogepriester bekleedden, Achia in Gibea of Kirjath-jearim en Achimelech in Nob.

## Andere personen met de naam Ahitub
- De vader van Sadok (2 Samuel 8:17), zoon van Amarja, een nakomeling van Eleazar, zoon van Aäron (1 Kronieken 6:3-7).
- Een nakomeling en naamgenoot van bovenstaande Ahitub. Hij werd "een leider van het huis van de ware God" genoemd (1 Kronieken 9:11; Nehemia 11:11). Ook de vader van deze Ahitub heette Amarja.